# Pothos parvispadix
Pothos parvispadix är en kallaväxtart som beskrevs av Dan Henry Nicolson. Pothos parvispadix ingår i släktet Pothos och familjen kallaväxter. Inga underarter finns listade.